# Jošimacu Ojama
Jošimacu Ojama (japonsko 大山 義松), japonski nogometaš.
Za japonsko reprezentanco je odigral dve uradni tekmi.